# Мале Лоче
Мале Лоче (словен. Male Loče) — поселення в общині Ілірська Бистриця, Регіон Нотрансько-крашка, Словенія. Висота над рівнем моря: 498,1 м.